# Taeniophyllum biocellatum
Taeniophyllum biocellatum är en orkidéart som beskrevs av Johannes Jacobus Smith. Taeniophyllum biocellatum ingår i släktet Taeniophyllum och familjen orkidéer.
Artens utbredningsområde är Java. Inga underarter finns listade i Catalogue of Life.